# Tatort: Schwarze Einser
Schwarze Einser ist ein Fernsehfilm aus der Fernseh-Kriminalreihe Tatort der ARD und des ORF.
Der Film wurde vom BR produziert und am 3. Dezember 1978 zum ersten Mal gesendet. Er ist die 94. Folge der Tatort-Reihe, der 11. mit Hauptkommissar Veigl.

## Handlung
Irmgard Döring, eine reiche Anteilseignerin der Brauerei Döring in Markt Schwaben, ist von ihrem Balkon gestürzt.
Ein Obdachloser bemerkt im Morgengrauen ihre Leiche, stiehlt ein Armband und flieht vor einem Kellner auf dem Heimweg, der die Polizei verständigt. Nachdem es auf den ersten Blick wie Selbstmord aussah, vermutet Hauptkommissar Veigl doch Mord, da es keinen Abschiedsbrief oder sonstige Hinweise auf Suizid gibt. Durch ein Foto kann die Kripo den Cellisten Dr. Prelinger als Irmgard Dörings neuen Freund identifizieren, doch der war zur Tatzeit in Berlin.
Nach einer Zeugenaussage eines Nachbarn gerät Dörings Schwager, der arbeitslose Herr Simon, in Verdacht. Er gibt zwar zu, wegen seiner Geldsorgen bei ihr gewesen zu sein. Da er aber seine Unschuld beteuert und Veigl ihn aufgrund seiner Verfassung nicht für schuldig hält, lässt er im Privatleben des Musikers weiterforschen. Dieser war bei einem Heiratsinstitut bekannt und hatte mehrere Frauenbekanntschaften wie zuletzt Eva Ertl, die eine Massagepraxis betreibt und auch recht vermögend ist. Nebenbei stellt sich heraus, dass Frau Dörings Briefmarkensammlung, in der sich unter anderen auch „Schwarze Einser“ befanden, verschwunden ist.
Als Dr. Prelinger in Begleitung seiner alten Bekannten Brigitta Ahlhauser nach Nizza fliegt, folgt ihm auch Eva dorthin. Veigl lässt Eva von seinen französischen Kollegen beschatten und macht sich auch auf den Weg dorthin. In einem Casino überrascht Eva Dr. Prelinger und sie halten eine Aussprache auf dem Parkplatz. Sie erschießt ihn, als er zugibt, sie nur benutzt zu haben. Veigl und sein Amtskollege Haeberlin nehmen sie fest und verhören sie. Sie gibt an, Frau Döring mit Hilfe von Dr. Prelinger ermordet zu haben, der die Tat vorbereitete. Die Briefmarken hatte er sich bereits vorher gesichert.